# Reprezentacja Węgier na Mistrzostwach Świata w Narciarstwie Klasycznym 2007
Reprezentacja Węgier na Mistrzostwach Świata w Narciarstwie Klasycznym 2007 liczyła 5 sportowców. Najlepszym wynikiem było 18. miejsce drużynowo w sprincie. Najlepszym wynikiem indywidualnym było natomiast było 52. miejsce Zoltána Tagscherera w sprincie mężczyzn.

## Medale

### Złote medale
Brak

### Srebrne medale
Brak

### Brązowe medale
Brak

## Wyniki

### Biegi narciarskie mężczyzn
Sprint
- Zoltán Tagscherer - 52. miejsce
- Imre Tagscherer - 61. miejsce
- Matyas Hollo - 65. miejsce
- Csaba Cseke - 66. miejsce

Sprint drużynowy
- Imre Tagscherer, Zoltán Tagscherer - 18. miejsce

Bieg na 15 km
- Imre Tagscherer - 72. miejsce
- Zoltán Tagscherer - 81. miejsce
- Csaba Cseke - 90. miejsce
- Matyas Hollo - 95. miejsce

Bieg na 30 km
- Matyas Hollo - nie ukończył
- Csaba Cseke - nie ukończył

### Biegi narciarskie kobiet
Sprint
- Viktoria Zambo - 70. miejsce

Bieg na 10 km
- Viktoria Zambo - 71. miejsce